# 試し斬り

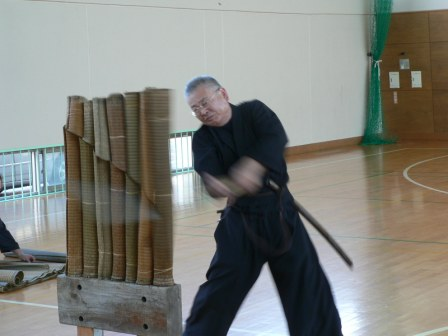
畳表1畳巻×7 袈裟斬り

試し斬り（ためしぎり）とは、刀剣を用いて巻藁、畳表、青竹等の物体を切り抜くこと。試斬（しざん）、据物斬り（すえものぎり）とも呼ばれる。江戸時代には様斬（ためしぎり）とも書かれた。
日本刀は1本1本が手作りの鍛造品であり、名手とよばれる刀工の手によるものであっても品質や性格には違いがあり、実用に堪えるものか装飾的美麗さにとどまるものかは実際に試してみなければ分からない。日本刀の切れ味や耐久性を試すために、藁、畳、竹、兜、豚肉、新聞紙、段ボール等の物体を、木製ないしは金属製の台や土（土段）の上に乗せ、袈裟あるいは真向あるいは真横（胴斬り）に切り抜く。江戸時代には罪人の死体を使用していた。
純粋に刀の切れ味を確かめる性能検査としての技術は試刀術と呼ばれ、抜刀道や居合道の稽古として行われる試し斬りとは区別される。試刀術は敵を想定していないため、地面を踏み締め、背中に刀が着くほど大きく振りかぶって斬り込むが、抜刀道や居合道における試し斬りは対敵を想定しているため、動作に隙を生じさせないように斬り込む。
ほかには、巻藁数本を縦に並べ、真上から切り下ろす方法や、ぴったりと横や縦一列に並べ、それらをまとめて斬るというものもあるが、それらの多くは見物者にインパクトを与えるために行う場合がほとんどである。
演武として公開で行われることもある。

## 歴史

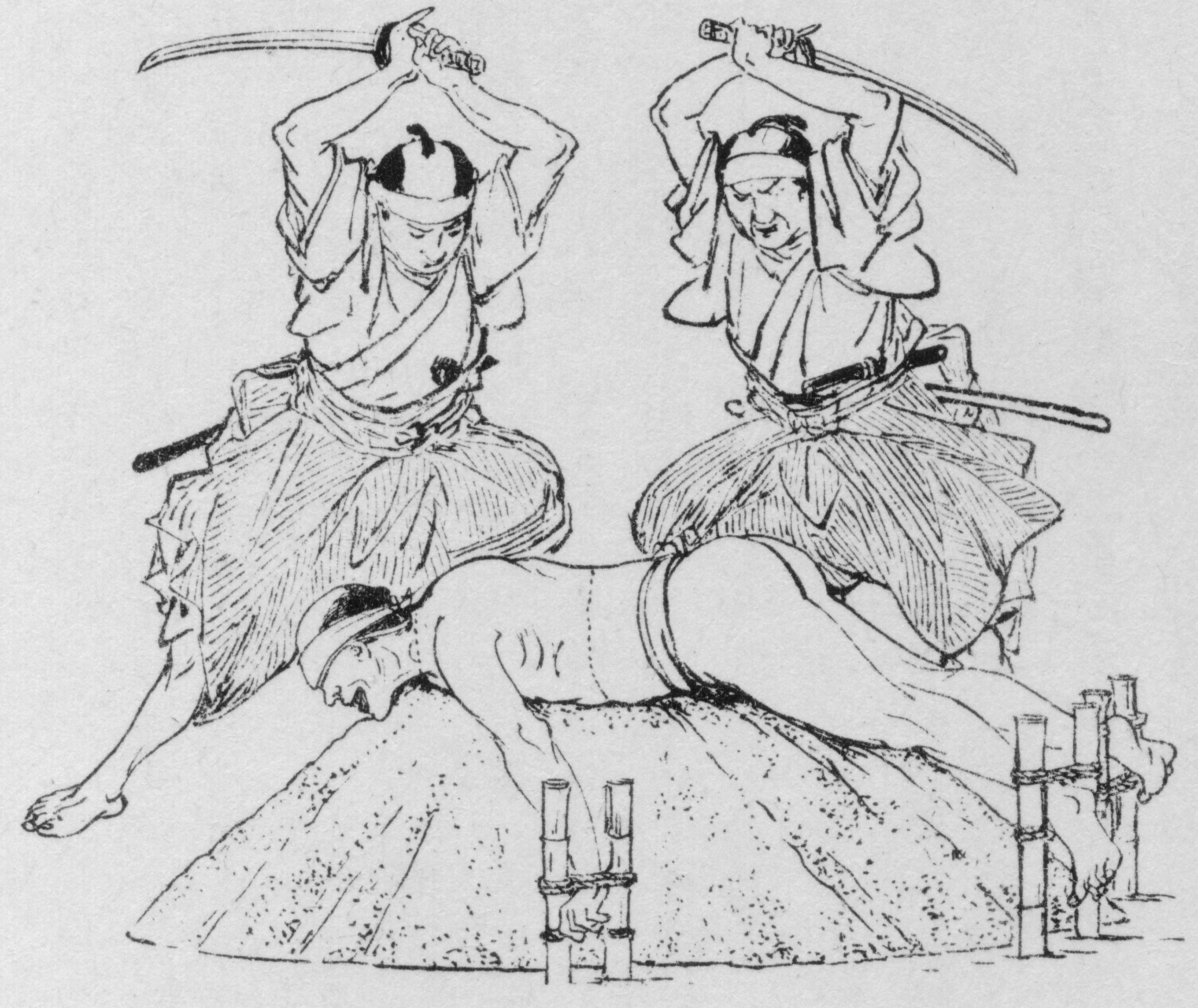
生き胴

明治時代以前には人体が試し斬りの対象として用いられた。戦国時代のルイス・フロイスの報告書においても、ヨーロッパにおいては動物を使って試し斬りを行うが、日本人はそういうやり方を信用せず、必ず人体を用いて試し斬りを行っているという記述がある。
江戸時代初期は殺伐とした戦国の遺風が残り、武士が刀剣の切れ味を試すために生きたままの人間を用いて試し斬りを行うことがあった。死体を用いる場合と区別して「生き試し」と呼ばれた。生き試しは死罪を申しつけられた罪人がしばしば用いられた。
江戸幕府の命により刀剣の試し斬りする御用を勤めて、その際に罪人の死体を用いていた山田浅右衛門家等の例がある。また大坂町奉行所などには「様者」（ためしのもの）という試し斬りを任される役職があったことが知られている。その試し斬りの技術は「据物」（すえもの）と呼ばれ、俗には確かに忌み嫌われていた面もあるが、武士として名誉のあることであった。試し斬りの際には、一度に胴体をいくつ斬り落とせるかが争われたりもした。例えば3体の死体なら「三ツ胴」と称した。記録としては「七ツ胴」程度までは史実として残っている。
据物斬りは将軍の佩刀などのために、腰物奉行らの立会いの元、特に厳粛な儀式として執り行われた。本来、こうした御用は、本来は斬首と同様に町奉行所同心の役目とされていたが、実際には江戸時代中期以後、斬首・据物斬りを特定の者が行う慣例が成立し、徳川吉宗の時代以後、山田浅右衛門家の役目とされた。なお、山田浅右衛門家が斬首を行う際に、大名・旗本などから試し斬りの依頼を受け、その刀を用いて斬首することがあったという。その方法は、地面に竹の杭を数本打ち立て、その間に死体をはさんで動かないようにする。僧侶、婦女、賎民、廃疾者などの死体は用いない。死体を置き据えるときは、死体の右の方を上に、左の方を下にして、また、背中は斬る人のほうに向ける。刀には堅木の柄をはめ、重い鉛の鍔を加える。斬る箇所は、第1に摺付（肩の辺）、第2に毛無（脇毛の上の方）、第3に脇毛の生えた箇所、第4に一の胴、第5に二の胴、第6に八枚目、第7に両車（腰部）である。以上の箇所を斬って刀の利鈍を試みた。二つ胴、三つ胴などというのは、死体を2箇以上重ねて、竹杭の間にはさんでおいて試みるのである。

## 武道における試し斬り

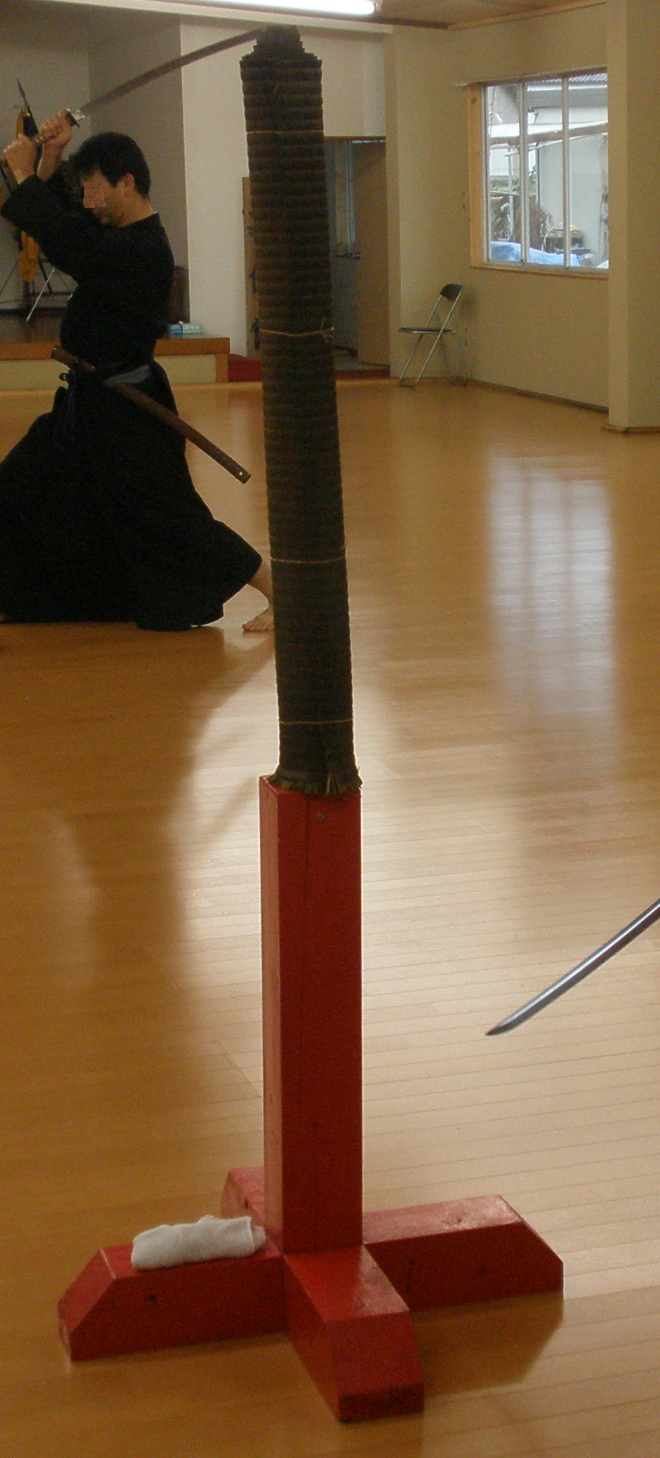
試斬台に立てた畳表1畳巻

抜刀道や居合道といった武道における試し斬りでは、主に畳表を巻いたものを使用する。一畳分または半畳分の使用済み畳表を巻き、紐で縛ったり、輪ゴムで止めたりしたものを、一昼夜あるいは数日水につけておき、台上の杭に突き刺す。その畳表に対して、日本刀を使用して斬撃を行う。
一番有名な斬り方は、対象に対して、40 - 45度ほどの角度で斜めに斬りつける「袈裟斬り」と呼ばれる斬り方であり、畳表を人間と考えた場合、肩口・脇下より斬りつける技法である。他にも流派や団体によって様々な斬り方がある。水平に切る横一文字が一番難しい。習熟すれば地面に直に置いた畳表も斬ることができる。

### 斬る物体の種類
人間
日本刀は人間を斬るための武器であるため、人間で試すことが確実であるという考えから、前述のように罪人の処刑やその死体を利用することが行われた。
手法としては横たえた状態で斬る生き胴、釣り上げることで立った状態を再現した生き吊り胴がある。
辻斬は動く人間を斬るためより実戦に近い状況となるが、戦国時代から江戸時代前期にかけて頻発したため禁止された。敵討はいつ発生するか分からず、鑑定する刀が手元にあるとは限らないため利用されていない。
巻藁
かつては主に巻藁を使用していたが、現在では藁の入手が難しくなったことや、斬り屑が散る欠点から、使用されることは少なくなっている。現在、巻藁と呼ばれているものは畳表であることが多い。後述する竹入り畳表を斬るよりは竹が入っていない分容易に斬れる。
畳表
半畳または一畳分の畳表を巻き、紐で縛ったり、輪ゴムで止めたりした物。俗に巻藁と呼ばれ、現在、最も使われている。半畳巻は斬り易く、多少斬り方（刃筋）が曲がっていたとしても斬れる。後述する竹入り畳表を斬るよりは竹が入っていない分容易に斬れる。
竹入り畳表
青竹の芯を入れた畳表。青竹は骨の硬さ、畳表の部分は肉の硬さに相当するとされる。青竹入りの畳表を正しく斬れた場合には人間の首を落とすことが可能であるという説が存在するのもそのためである。
竹
竹は畳表に次いで試し斬りによく使われている。骨の硬さに似ているといわれる。
豚肉
豚の枝肉であれば大腿骨や腰骨以外は両断した例がある。小説家の津本陽は、中村泰三郎（中村流抜刀道の創始者）を訪ねて初めて試し斬りを行った際、まったく手応えを感じることなく豚肉の塊を骨ごと両断できたので驚いたと述べている。
兜
鉄兜に切りつけ、可能であれば2つに割ることを目的としたもので、兜割りと呼ぶ。実際には実戦用の兜であれば、数センチ〜十数センチ程度の切り口ができれば成功とされる。その難しさから、刀には硬度と靭性、実施する剣術者の打撃には「刃筋」が重要である。どちらかというと、特別な場合におこなわれる演武の一種。以下で述べるのは近代以降の例である。
明治20年（1887年）に伏見宮邸において天覧演武として行われた「天覧兜割り」が有名である。剣術家の榊原鍵吉、上田馬之助、逸見宗助が出場した。上田と逸見は失敗したが、榊原は同田貫を用いて、切口3寸5分、深さ5分斬り込んだ。警視庁で上田、逸見から剣術を学んだ高野佐三郎は、後年、「巻藁なんかは子供の悪戯と考えています。重きを置きませぬ。昔の試し切りは鉄の兜を斬るんです。（中略）据物斬りというのはなかなか難しいので、兜の中に御飯の温かいのを詰める。兜に温かみをつけてやる。何も入れないと、刀を折る。豆腐のカラを熱くふかして入れてもよい。置物の高さを知る事が大切で、素人が斬れて剣道の先生が斬れないという事が間々ある」と述べている。
1979年に 殺陣師の林邦史朗が時代考証家の名和弓雄からの依頼で兜割りを試した。兜の内側に粘土を詰め込み、跳ねないようにして斬った。兜は約2センチほどへこみ、刃の痕はくっきりと残ったが、刀は蛇行形に曲がった。名和は「兜の真っ向は、とても刀で斬れるものではない、と結論を下してよいと思う。（中略）昔は、炊き立ての飯米や、熱いおからを詰めて、鉢を温めてから斬ったと伝えられている。もし、鉢を温め、古刀の二尺七、八寸もある大業物を使用した場合、あるいはもっと斬れたかもしれない」と述べている。
1987年にテレビ番組『地球浪漫』でも放映された試みで、実戦のものと伝わる兜に対し、現代刀工最高位「無鑑査」に認定された吉原義人作の日本刀と、天眞正自源流剣術皆伝者の河端照孝師範によっておこなわれ成功した。兜には前述の天覧兜割りに関して伝えられているのと同程度の切り口が残り、刀には注意して見ればわかる程度のわずかな刃こぼれのみであった。
1997年に大阪在住の武道家の猿田光廣によって千人の観客の前で兜割りが行われている、使用した兜は桃山時代の本歌の兜で伝統にのっとり兜におからを詰めて斬った。使用した刀は市原一龍子長光在銘の二尺二寸六分の刀で兜割りに成功、横25cm深さ9cmを斬り込み刀は刃こぼれ一つなかった、この様子は関西テレビにて放映された。

## 日中戦争中の試し切り
日中戦争時に軍刀や古刀を用いて捕虜に対する試し斬りが行われたという証言がある。日本軍中島今朝吾第16師団師団長の日記によれば「本日正午高山剣士来着す。捕虜七名あり。直に試斬を為さしむ。時恰も小生の刀も亦此時彼をして試斬せしめ頚二つを見込斬りたり」と捕虜を使って試し斬りを行ったと記している
。岡田酉次が著した日中戦争裏方記によれば、とある一戦の後、捕虜を得たと裏方に情報が伝わると、試し斬りのために刀剣を持った日本兵が我先に集まったという。

## 観光資源としての試し斬り体験会
居合道の始祖、林崎甚助重信の出身地である山形県村山市は2017年、観光客らが真剣で畳筒を試し切りする体験プログラムを企画。山形県警察に問題ないことを確認した上で、市観光物産協会に委託する形で試し斬り体験会を始めると「サムライ体験ができる」と評判になり、国が主催する2020年度の「スポーツ文化ツーリズムアワード」で武道ツーリズム賞に選ばれた。しかし全国各地で試し斬りの体験会が行われるようになると、警察庁がこれを問題視。2024年12月25日付で、銃刀法に照らして「不特定多数の観光客等が、一時の遊興目的により登録刀剣類を使用する行為等は、原則として許容されない」とする解釈を通達として全国の警察に示したことから、事実上観光客向けの試し斬り体験会はできなくなった。